# Эмиль Бертен (крейсер)
«Эмиль Бертен» — лёгкий крейсер французского флота времён Второй мировой войны. Проектировался как быстроходный крейсер-минный заградитель, но фактически никогда не использовался в этом качестве. Был назван в честь военно-морского инженера и кораблестроителя Эмиля Бертена.

## История создания
«Эмиль Бертен» первоначально проектировался как усовершенствованная версия минного заградителя «Плутон». По сравнению с предшественником требовалось установить полноценное крейсерское вооружение из девяти 152-мм орудий и обеспечить скорость не менее 35 узлов, что дало бы, по мнению адмиралов, возможность устанавливать мины у вражеских берегов. При этом командование желало получить небольшой и дешёвый корабль, водоизмещением не более 5500 тонн, что повлекло за собой резкое ослабление требований к защите.
«Эмиль Бертэн» строился по программе 1930 года, утверждённой парламентом Франции 12 января 1930 года. Заказ на крейсер был официально выдан 11 сентября 1931 года, но ещё до этого события верфь компании Ateliers et Chantiers de la Loire et Penhoët, располагавшаяся в Сен-Назере произвела закладку корабля.

## Конструкция

### Корпус и архитектура
Конструкция корпуса «Эмиля Бертена» была типичной для крейсеров 1930-х годов — с полубаком, изогнутым форштевнем и полукруглой кормой. Для обеспечения высокой скорости корпусу придали большое для крейсеров удлинение — 10,5, что в сочетании с лёгкой конструкцией предопределило низкую прочность и значительную вибрацию на полном ходу. Хотя в дальнейшем корпус укрепили, стрелять полными залпами было всё равно невозможно из-за опасных напряжений конструкции. Мореходность крейсера в силу этих проблем была ограниченной. Сам корабль имел характерный силуэт с единственной фок-мачтой и широко расставленными дымовыми трубами. Последнее было вызвано стремлением разместить на крейсере авиационный ангар.
Распределение весовых нагрузок выглядело следующим образом:
|                           | масса, т | в процентах |
| ------------------------- | -------- | ----------- |
| Корпус                    | 2646,2   | 44,2 %      |
| Бронирование, всего       | 123,8    | 2,1 %       |
| Вооружение и боезапас     | 874,44   | 14,6 %      |
| Машинная установка        | 1374,5   | 23 %        |
| Вспомогательные механизмы | 809,17   | 13,5 %      |
| Оборудование              | 62,35    | 1 %         |
| Стандартное водоизмещение | 5984     | 100 %       |

#### Якорное устройство
Крейсер оснащался двумя главными и одним резервным 4900 килограммовыми якорями Байерса, убиравшимися в клюзы (резервный — по правому борту).

### Энергетическая установка
Очень высокие требования к скорости вынудили конструкторов разместить на небольшом крейсере четырёхвальную энергетическую установку. Четыре турбозубчатых агрегата производства фирмы «Парсонс» (англ. C. A. Parsons and Company) имели общую мощность 102 000 л. с. без форсировки. Турбины питали паром шесть котлов. Энергетическая установка размещалась по эшелонному принципу, в пяти отсеках. На ходовых испытаниях крейсер развил скорость 36,73 узла при номинальной мощности и 39,66 узла при форсировке турбин до 137 908 л. с. Скорость на часовом пробеге кратковременно превышала 40 узлов. Запас топлива составлял 1360 тонн нефти. С полной заправкой крейсер мог пройти 3600 миль на скорости 15 узлов или 1100 миль на скорости 33 узла.

### Бронирование
Броневая защита «Эмиля Бертина» была крайне слабой даже на фоне «картонных» крейсеров начала 1930-х годов. Фактически корабль получил лишь противоосколочное бронирование. Толщина броневой палубы составила всего 20 мм, такой же тонкой бронёй защищалась боевая рубка. Погреба боеприпасов получили коробчатое бронирование толщиной 30 мм. Стремление максимально облегчить конструкцию привело к решению оставить вообще без броневой защиты башни главного калибра и пути подачи боеприпаса. Сами башни защищали расчёты лишь от непогоды и могли быть легко пробиты осколками.

### Вооружение
Главный калибр

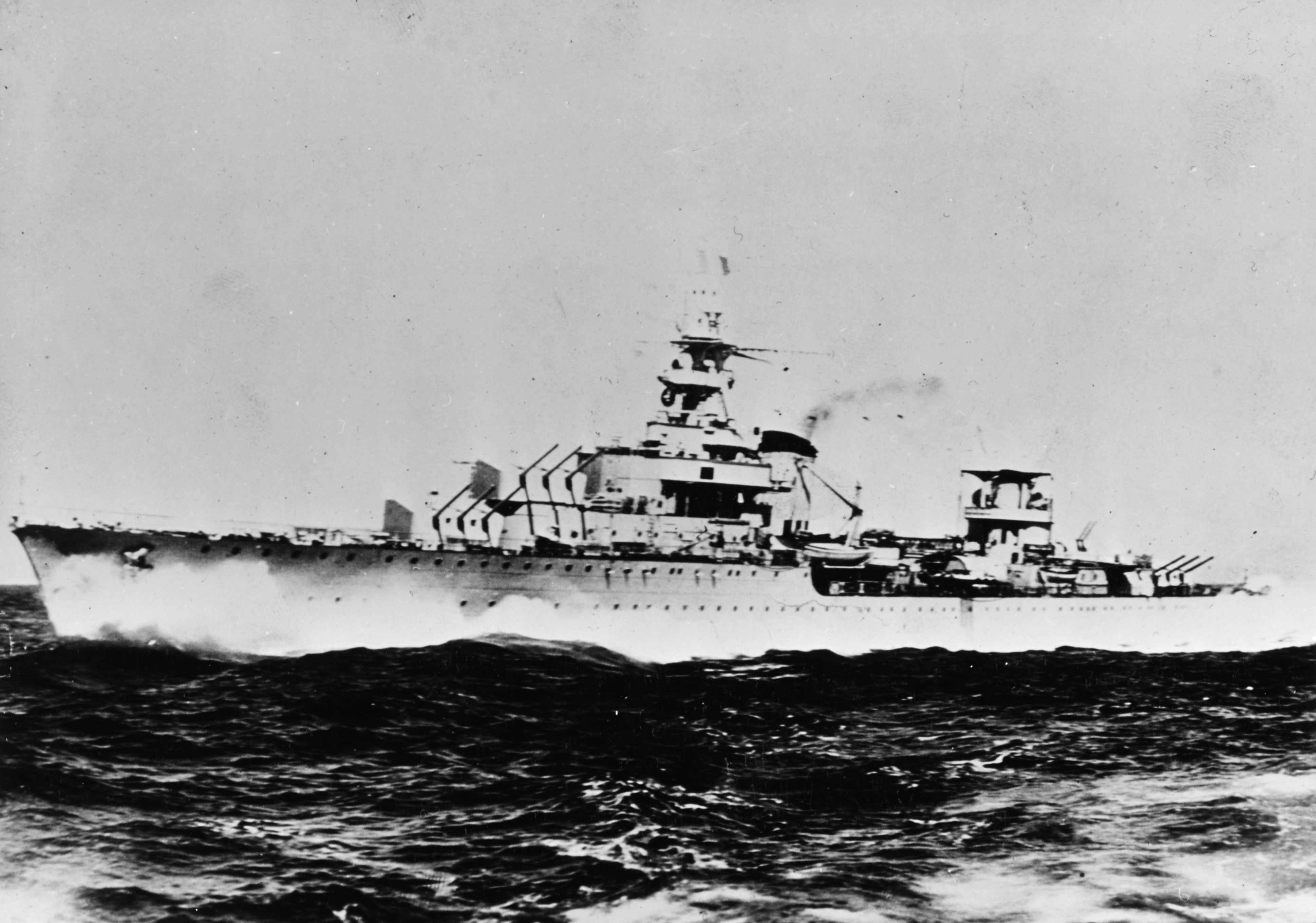
Главный калибр «Эмиля Бертэна».

Главным калибром «Эмиля Бертена» стали новейшие 152-мм орудия M1930, причём крейсер стал первым кораблём флота, получившим их на вооружение. Орудия располагались в трёх трёхорудийных башнях, две в носу, одна в корме, имели электрогидравлический привод и могли наводиться дистанционно. Сами башни оценивались как весьма удачные. Обеспечивался угол возвышения до 45°. Орудия M1930 имели длину ствола 55 калибров и весили по 7780 кг. Вес снарядов колебался от 54,17 кг до 57,15 кг. Позднее был принят на вооружение бронебойный снаряд весом 58,8 кг. При максимальном угле возвышения и весе снаряда 54,17 кг, выпускаемого с начальной скоростью 870 м/с, дальнобойность составляла 26 474 м. Скорострельность колебалась в пределах 7-8 выстрелов в минуту.
Универсальный калибр
Зенитная артиллерия среднего калибра была представлена четырьмя 90-мм орудиями с длиной ствола 50 калибров. Они размещались в корме, в спаренной установке M1930 возвышенно, за кормовой башней и в одинарных установках M1926 по бортам. Спаренная установка весила 13,5 тонн, одинарная 6,7 тонны, при весе самого орудия в 1,57 тонны. Угол максимального возвышения составлял 80°. Орудия стреляли снарядом весом 9,5 кг с начальной скоростью 750 м/с, на дальность до 15 440 м, досягаемость по высоте достигала 10 600 м. Техническая скорострельность достигала 10 выстрелов в минуту.
Лёгкая зенитная артиллерия
Лёгкая зенитная артиллерия состояла из четырёх спаренных 37-мм орудий M1933 с длиной ствола 50 калибров. Они размещались по бокам от носовой надстройки. Это полуавтоматическое орудие стреляло снарядами весом 0,725 кг с начальной скоростью 850 м/с, темп стрельбы был ниже чем у зенитного автомата — 30 — 42 выстрела в минуту. Кроме того, «Эмиль Бертин» нёс четыре спаренных установки 13,2-мм пулемётов. Это оружие, разработанное компанией «Гочкисс» (фр. Hotchkiss et Cie) стреляло 52-граммовыми пулями с начальной скоростью 800 м/с. Техническая скорострельность составляла 450 выстрелов в минуту, но на практике была значительно ниже, так как пулемёты имели магазинное питание на 30 патронов.
Торпедно-минное вооружение
Торпедное вооружение включало два трёхтрубных торпедных аппарата калибра 550 мм. Торпеда 23D работала на воздушно спиртовой смеси и несла 310 кг тротила при собственном весе 2068 кг. На скорости 43 узла торпеда могла пройти 6000 м, 14 000 м на скорости 35 узлов и 20 000 м на скорости 29 узлов.
Поскольку «Эмиль Бертен» проектировался с учётом использования в качестве минного заградителя, он мог нести солидное количество мин различных типов. В перегруз можно было взять до 200 мин, но при этом исключалось использование кормовой башни главного калибра.

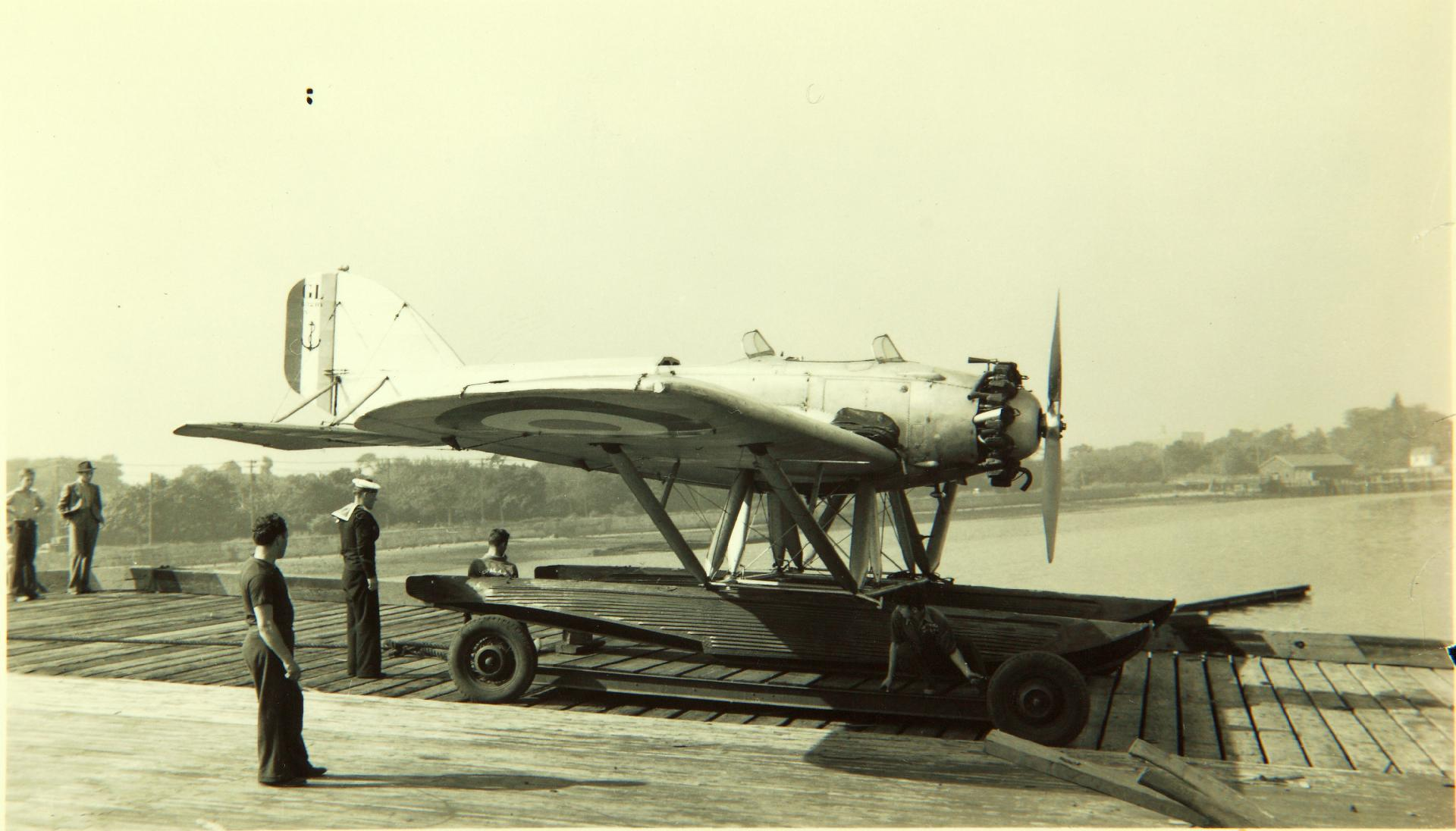
Гидросамолёт GL-832.

Авиационное вооружение

## Служба
Первоначально «Эмиль Бертен» нёс службу в составе Атлантического флота Франции. Он стал флагманом группы контр-миноносцев, а затем и флагманом 2-й лёгкой эскадры, состоявшей из 12 контр-миноносцев. Крейсер должен был обеспечивать боевую устойчивость контр-миноносцев во время атак последних на вражеские корабли. В конце 1935 — начале 1936 годов «Эмиль Бертэн» совершил поход к Антильским островам. В июле 1936 года крейсер действовал у берегов Испании, обеспечивая эвакуацию французских граждан в ходе начавшейся там гражданской войны. В мае 1937 года «Эмиль Бертэн» вернулся к берегам Испании, действуя в составе «патруля нейтралитета».
Летом 1938 года было принято решение о переводе «Эмиля Бертена» на Средиземное море и 15 октября 1938 года он прибыл в Тулон. В ноябре 1938 года крейсер совершил визит в Стамбул, где представлял Францию на похоронах Кемаля Ататюрка. На обратном пути «Эмиль Бертэн» посетил Пирей. 1 июля 1939 года крейсер был переведен в Бизерту, где он вошел в состав так называемых Лёгких ударных сил Средиземного моря (фр. Forces legeres d'attaque en Mediterranee). Они должны были в случае начала войны действовать против итальянских коммуникаций между Сицилией и Северной Африкой. В состав соединения числились 3-я дивизия крейсеров, состоявшая из кораблей типа «Ла Галиссоньер» и три дивизиона контр-миноносцев, лидером которых и должен был стать «Эмиль Бертэн».
В начале Второй мировой войны «Эмиль Бертен» базировался на Бизерту. С 23 сентября по 27 сентября 1939 года он выполнил специальное задание, вывезя 57 тонн золота из Бейрута. Золото принадлежало банку Польши. Далее он до января 1940 года ремонтировался в Тулоне. В январе—феврале 1940 года крейсер действовал в Центральной Атлантике, базируясь в Дакаре. 17 февраля 1940 года «Эмиль Бертин» прибыл в Брест.
В апреле 1940 года «Эмиль Бертен» действовал как флагман двух флотилий лидеров и эсминцев в ходе Норвежской кампании. На крейсере держал свой флаг адмирал Дерьен. Вместе с лёгкими кораблями «Эмиль Бертэн» прикрывал конвой с десантом французских альпийских стрелков. 19 апреля 1940 года, находясь в Намсусе, он был повреждён немецкими бомбардировщиками Ju-88. После этого крейсер ремонтировался в Бресте до 21 мая 1940 года. Затем, в мае — июне 1940 года он совершил два рейса через Атлантический океан, вывозя золотой запас Франции в Галифакс. Третий рейс не состоялся из-за капитуляции Франции и «Эмиль Бертен» перешёл в Фор-де-Франс с грузом 254 тонны золота.
В течение последующих трёх лет крейсер находился на Мартинике, где был разоружен в соответствии с соглашением между США и администрацией Виши от 1 мая 1942 года. После того как колониальная администрация Мартиники признала Французский комитет национального освобождения, «Эмиль Бертен» перешёл в США, где прошёл обширный ремонт и модернизацию на верфи в Филадельфии в августе — декабре 1943 года. 21 декабря 1943 года крейсер ушёл из Филадельфии в Дакар. С февраля 1944 года он действовал в Средиземном море, участвуя в поддержке десантных операций союзников на юге Франции.
С 30 декабря 1944 года по октябрь 1945 года «Эмиль Бертен» ремонтировался в Тулоне. В дальнейшем он действовал у берегов Индокитая и принимал участие в реоккупации французских колоний в этом регионе. На родину крейсер вернулся 2 сентября 1946 года. «Эмиль Бертен» был выведен из боевого состава флота в 1951 году, но до своего списания использовался как учебный корабль для подготовки артиллеристов. Исключён из списков флота 27 октября 1959 года, в 1961 году был продан на слом.

## Оценка проекта
«Эмиль Бертен» проектировался как крейсер — минный заградитель, способный ставить мины у вражеских берегов. При этом ставилась задача получить такой корабль за весьма небольшую цену. Платой за ограничение водоизмещение стало крайне слабое бронирование, поэтому крейсер был малопригоден для боя со сколь-нибудь серьёзным противником. Ставка на очень высокую скорость предопределила и другие недостатки проекта — слабый корпус серьёзно ограничивал мореходность и не позволял вести огонь полными залпами. Если учесть, что в ходе войны «Эмиль Бертен» ни разу не использовался в качестве минного заградителя, он фактически представлял собой лишь небольшой и плохо защищённый крейсер, а преимущество в скорости на 2-3 узла, как показал боевой опыт, не имело серьёзного значения. Не случайно французский флот ограничился только одним кораблём этого проекта и в дальнейшем перешёл к серийному строительству лёгких крейсеров типа «Ла Галиссоньер» — не столь быстроходных, но гораздо лучше защищённых.